# Afgodendienst
Afgodendienst of afgoderij is de religieuze verering van één of meer afgoden in de ogen van een ander religieus persoon, dus goden die die persoon niet als ware god erkent. 
Voor een monotheïst impliceert veelgodendom afgodendienst.
- De term idolatrie is oorspronkelijk synoniem, maar werd ook uitgebreid in de richting van niet-religieuze personenverheerlijking, al dan niet uitgebouwd tot een formele personencultus, dus ook toegepast op de fans van allerlei beroemdheden.
- Ook binnen het christendom wordt bij de protestanten (uitgezonderd het anglicanisme) alle katholieke en orthodoxe heiligenverering, inclusief Mariaverering, verworpen als een ('paapse') afgodendienst, hoewel heiligen niet als (af)goden worden vereerd, enkel worden ze aangeroepen als voorsprekers bij God.